# Essais sur la Chine
Essais sur la Chine est un recueil de textes documentaires et historiques de Simon Leys publiés en un seul volume aux éditions Robert Laffont dans la collection « Bouquins » en 1998. Précédé d'un avant-propos inédit datant de 1989, destiné à replacer le lecteur dans le contexte d'époque, le volume réunit l'ensemble des analyses écrites par le sinologue belge entre 1971 et 1989.
La partie la plus importante de l'ouvrage reprend la célèbre étude de la révolution culturelle chinoise intitulée Les Habits neufs du président Mao (sous-titré : Chronique de la "révolution culturelle") à laquelle s'ajoutent une série de témoignages et d'analyses : Ombres chinoises, Images brisées, La Forêt en feu : essais sur la culture et la politique chinoises, et L'humeur, L'honneur, L'horreur, une suite de pamphlets publiés en 1974, revus par l'auteur en 1978. (Il précise que pour la plupart des mots chinois et des noms, il a adopté l'écrirure dite pinyin, à l'exception de noms très célèbres.)
Comme le soulignent Claude Roy et Pierre Haski, Simon Leys fut détesté par l'intelligentsia française pour avoir été le premier à dénoncer les horreurs de la période maoïste.

## Présentation
Dans de nombreuses pages des Essais sur la Chine, Simon Leys explique en particulier  que le pouvoir maoïste ne repose pas sur la prédominance  d’un message idéologique intangible, mais, plutôt sur la diffusion de données aussi provisoires qu'inconsistantes.

## Les Habits neufs du président Mao(1971)
Les Habits neufs du président Mao. Chronique de la Révolution culturelle est un livre de Simon Leys publié en 1971 par Champ Libre.
La chronique traite des événements qui se sont déroulés en République populaire de Chine de février 1967 à octobre 1969, au plus fort de la Révolution culturelle, alors que l'auteur se trouvait lui-même à Hong Kong.

### Sources de l'ouvrage
Le journaliste Francis Deron du Monde indique à propos des sources des Habits neufs qu'il s'agit : « Des démarquages de poncifs sur des feuilles de papier calque fournies par des services de propagande de Pékin eux-mêmes déboussolés.[...] En fait, Leys ne faisait que  lire sans lunettes déformantes la presse du régime et ses émanations, toutes bien assez éloquentes pour permettre de dresser de premiers constats. ». Simon Leys revendique, dès 1972, l'exhaustivité des sources utilisées. Dans la presse communiste chinoise, ce sont : Renmin ribao (Le Quotidien du peuple), Hong qi (Drapeau rouge), Jiefang jun bai (journal de l'Armée populaire de libération), Wenhui bao. Simon Leys utilise aussi les publications des Gardes rouges. Pour la presse de Hong Kong, il lit Da gong bao, journal officiel du régime communiste, Ming bao (Gauche indépendante), Xingdao ribao (droite)... Simon Leys cite aussi les sources des annexes, avec de nombreux documents relatifs à l'affaire Peng Dehuai. Pour les biographies, Simon Leys utilise le Biographical Dictionary of Républican China de Boorman, le Who's Who in communist China, Huang Zhenxia , Zhonggong junren zhi, China News Analysis,.
Dans sa dénonciation de la révolution culturelle, Pierre Ryckmans a été influencé par le bulletin mensuel China News Analysis publié à Hong Kong par le sinologue jésuite hongrois László Ladány, directeur d'un centre recueillant et analysant les informations sur la situation en Chine à l'époque :

« Le fait est que c’est le P. Ladany qui a inspiré à Pierre Ryckmans, lui qui était un spécialiste de la littérature classique chinoise, toute sa vision de la Révolution culturelle par le biais de China News Analysis. »

Toutes les ambassades et consulats étaient abonnés à ce bulletin, « remarquablement bien informé et de très haut niveau », qui professait que la révolution culturelle était « un conflit de personnes et une immense lutte pour le pouvoir ». 
Pierre Ryckmans a reconnu s'être inspiré des numéros 759, 761, 762, 763 (mai à juillet 1969) pour écrire Les Habits neufs du président Mao.

## Ombres Chinoises
En 1972, Leys est nommé attaché culturel à l'ambassade belge, nouvellement ouverte, à Pékin ; il y réside six mois (de la deuxième quinzaine d'avril au 25 octobre 1972), car un poste d'enseignant lui est proposé à la section de chinois de l'université nationale australienne à Canberra en Australie. De cette mission à l'ambassade de son pays, il tire la matière d'un nouveau livre, Ombres chinoises, qui paraît en 1974.

### Avant-propos
« John Stuart Mill a dit que la dictature rendait les hommes cyniques. Il ne se doutait pas qu'il y aurait des républiques pour les rendre muets. » Lu Xun
« On ne s'étonnera pas de trouver de nombreuses citation de Lu Xun tout au long de mon petit livre. Le président Mao qui l'a consacré comme maître à penser de la Chine contemporaine, estime que son œuvre est restée d'une brûlante actualité. Je viens de la relire en entier, et je suis du même avis. » Simon Leys

### Les Étrangers en Chine populaire
(1974)
La cible favorite de Leys était, selon ses propres termes les « sinologues germano-pratins et les sinologues improvisés », c'est-à-dire n'ayant fait que de courts séjours officiels en Chine et se permettant de publier des textes sur ce pays comme s'ils l'avaient étudié. En cela, il a été vivement soutenu par Claude Roy[Quand ?] : « Ce qui donne à tant de commentaires actuels sur la Chine leur caractère si souvent et si cocassement hasardeux ou naïvement hagiographique, c'est qu'ils reposent fréquemment sur l'ignorance inévitable où l'on est dans un état autoritaire où le pouvoir s'exerce dans un secret quasiment absolu : l'ignorance coupable des sinologues de quinze jours(...). Mais on s'aperçoit parfois, Simon Leys en est l'exemple, qu'une bonne connaissance du chinois, des journaux, et de la politique, permet des prévisions plus justes à un esprit sérieux délivré des modes et mondanités. ».

#### Suivez le guide
Leys s'en prend aussi aux touristes politiques, parmi lesquels à Roland Barthes et la délégation du groupe Tel Quel, composée de Philippe Sollers, Julia Kristeva et Marcelin Pleynet, lesquels n'ont séjourné en Chine que du 11 avril au 4 mai 1974, séjour  nettement insuffisant pour faire autorité sur la question chinoise. Ce que Leys dénonce avec un humour corrosif : « Mais les voyageurs qui parcourent ainsi la Chine en trois semaines conservent généralement une excellente impression de leur expérience. Dans cette vie de forçat du tourisme politique au programme chargé, agencé de manière à les maintenir en haleine, les autorités maoïstes ont effectué un étrange prodige à l'usage des étrangers : elles ont réussi à réduire la Chine aux dimensions étriquées d'une tête d'épingle. »

#### Bâtons rompus
comprenant une post-face à la réédition de 1978

#### L'Après maoisme
comprenant:
- notes de lecture : camarade Jiang Qing[16]

## Introduction à Lu Xun,La Mauvaise Herbe(1975)

### La mauvaise herbe de Lu Xun dans les plates-bandes officielles
« La Mauvaise Herbe de Lu Xun dans les plates-bandes officielles » est un texte publié en 1975 sous le nom de Pierre Ryckmans, « en guise d'introduction » à sa traduction de La Mauvaise Herbe, recueil de poèmes en prose de Lu Xun.

#### Résumé
Alors que l'écrivain Lu Xun est une figure quasi divinisée de la Chine maoïste, Pierre Ryckmans rappelle que dans les derniers mois de son existence Lu Xun s'est opposé à la politique de la direction du parti communiste chinois de rapprochement avec le Guomindang, épisode passé sous silence par l'hagiographie officielle, de même que les relations entre Lu Xun et Qu Qiubai. Si Mao Zedong, afin de se concilier intellectuels et jeunesse,  fait dès 1940 un éloge outré de l'écrivain (dans De la démocratie nouvelle, ouvrage destiné à une audience nationale), il estime cependant en 1942 (dans un ouvrage à l'audience plus restreinte, Intervention aux causeries sur les arts et les lettres) que la prose de Lu Xun n'est pas un exemple à suivre. Parmi les individus chargés de son hagiographie sous le régime maoïste figurent certains de ceux qui détestaient Lu Xun de son vivant : Zhang Shizhao, ou l'écrivain Guo Moruo. Au contraire, les anciens amis de Lu Xun sont victimes de purges et réduits au silence tels Hu Feng en 1955 ou Feng Xuefeng lors de la campagne des cent fleurs.
Pierre Ryckmans analyse ensuite le recueil La Mauvaise Herbe, « une des œuvres les plus obscures de Lu Xun », et la place centrale qu'il occupe dans la création littéraire de l'écrivain.

#### Prolongements
Dans la même collection, 10/18, paraissent l'année suivante, en 1976, deux volumes d'essais de Lu Xun, introduits cette fois par un maoïste, Daniel Hamiche. Ce dernier défend dans son introduction la figure d'un Lu Xun disciple de Mao et s'en prend vivement à Pierre Ryckmans-Simon Leys, qu'il qualifie de « petit-maître ès-ignorance ».

## Images brisées(1976)
Images brisées paraît en 1976 aux éditions Robert Laffont et recueille en volume une série d'articles et d'essais, parus dans la presse ou inédits, écrits au cours des deux années précédentes.

### Témoignages
Cette partie de l'ouvrage, sous-titrée « Images brisées », qui est une série de textes élaborée à partir de témoignages recueillis à Hong Kong, accompagnée de réflexions personnelles, a paru initialement dans Contrepoint, no 19, en 1975.

### Arts et lettres
Ce chapitre comprend deux textes, « Fermeture provisoire pour cause de travaux. Note sur les musées de Chine populaire », paru dans l'Arc, no 63, et « Ah Q vit-il encore ? », paru dans le Point du 2 février 1976. Le premier est consacré à la fermeture de la totalité des musées en Chine populaire à la suite de la Révolution culturelle, pendant sept ou huit ans. Le second a trait à la nouvelle de l'écrivain Lu Xun, La Véritable Histoire de Ah Q, et à la survivance de l'« ahqisme » en Chine populaire.

### Nécrologie

#### Portrait de Tchiang Kai shek
« L'interminable exil taïwanais dans lequel Chiang acheva alors sa carrière, président perpétuel d'une Chine de fiction, rappelle la sortie manquée d'un artiste médiocre, qui, son numéro terminé, s'accroche sur les planches sans trouver le moyen de prendre élégamment congé, cependant que le public bâille... »

— Simon Leys, p. 537

#### Annexe: mondanité parisiennes
Dans  Notules en marge d'une réédition barthienne, Leys fustige l'édition par Christian Bourgois en 1975, d'un articulet de Barthes intitulé Alors la Chine ? et publié en 1975, « dans sa nouvelle version pour bibliophiles. »  Lorsque Bourgois édite en janvier 2009 sous le titre Carnets du voyage en Chine le même texte augmenté d'inédits, Philippe Sollers écrit : « Pour le qualifier (Barthes), je reprendrais volontiers la formule d’Orwell, parlant de lui-même : C’était un anarchiste conservateur. Avec décence, avec ce qu’Orwell appelle magnifiquement la décence ordinaire. » Et Simon Leys de répondre : « Devant les écrits chinois de Barthes et de ses amis de Tel Quel, une seule citation d'Orwell saute spontanément à l'esprit : Vous devez faire partie de l'intelligentsia pour écrire des choses pareilles, nul homme ordinaire ne saurait être aussi stupide. »

« Monsieur Roland Barthes, rentrant de Chine, avait publié dans Le Monde, un remarquable articulet. Un éditeur a eu la vaillance d'en refaire un tirage en plaquette de luxe(...). Dans sa nouvelle version pour bibliophiles, l'article a été enrichi par l'auteur d'une post-face absolument illuminante(...)Il s'agissait, nous dit-il d'explorer un nouveau mode de commentaire, le commentaire sur le ton no-comment qui soit une façon de suspendre une énonciation sans pour autant l'abolir. Mr Barthes (...) vient peut-être d'acquérir un titre qui lui vaudra l'immortalité, en se faisant l'inventeur de cette catégorie inouïe : le discours ni assertif, ni négateur, ni neutre  l'envie de silence en forme de discours spécial (sic). Par cette découverte, il vient d'investir d'une dignité entièrement neuve la vieille activité, si injustement décriée, du parler-pour-ne-rien-dire. »

— Simon Leys, p.  543

## Préface 1
(1976)
Mao, réalités d'une légende, dédicadé à Émile Guikovaty.
Mao Zdong et l'histoire de Chine

## Préface 2
(1983)
Enquête sur la mort de Lin Biao, dédicadé à Yao Ming Le

## La Forêt en feu
Essais sur la culture et la politique chinoises (Hermann 1983)

### Hygiène

## L'humeur, L'honneur, L'horreur
Essais sur la culture et la politique chinoises (Laffont 1991)

### Réponse à Alain Peyrefitte
en réponse à une entrevue publiée dans La Lettre de Reporters Sans Frontières.

### Excursion en haute platitude
Critique des Impressions d'Asie. de Bernard-Henri Lévy.
Outre son pamphlet sur Alain Peyrefitte, Leys s'en prend à Bernard-Henri Lévy et ses Impressions d'Asie sur lequel il écrit : « Dans son aimable insignifiance, l'essai de M. Lévy semble confirmer l'observation d'Henri Michaux : Les philosophes d'une nation de garçons-coiffeurs sont plus profondément garçons-coiffeurs que philosophes (…) Comme tout le monde s'en doute maintenant, l'Asie n'existe pas. C'était une invention de XIXe siècle eurocentrique et colonial. M. Lévy qui est fort intelligent et a beaucoup voyagé, aurait quand même pu s'en apercevoir,. »